# Iain Turner
Iain Ross Turner (* 26. Januar 1984 in Stirling) ist ein schottischer Fußballspieler. Der Torhüter stand von 2003 bis 2011 in Diensten des FC Everton. Seit Januar 2014 spielt er für den FC Barnsley.

## Karriere
Turner kam 2000 vom Riverside Boys Club zu Stirling Albion, die zu diesem Zeitpunkt in der Scottish Football League Third Division spielten. In der Saison 2002/03 kam er zu seinem Debüt im Erwachsenenbereich und absolvierte bis zum Jahreswechsel 13 Ligaspiele. Nachdem er im Dezember 2002 im Probetraining beim nordenglischen Erstligisten FC Everton Cheftrainer David Moyes von seinen Fähigkeiten überzeugte, wechselte Turner im Januar 2003 für £50.000 zum Klub aus Liverpool.
Bei Everton kam er zunächst im Jugend- und Reserveteam zum Einsatz und saß wegen verletzungsbedingter Ausfälle in der Saison 2002/03 auch vier Mal bei Premier-League-Spielen auf der Ersatzbank. Im Februar 2004 wurde er für einige Zeit an den Fünftligisten Chester City verliehen wurde und trug seinen Teil zum Aufstieg des Klubs in die Football League Two bei. Während Einsatzgelegenheiten bei Everton als „Nummer 3“ hinter Nigel Martyn und Richard Wright auch in der Saison 2004/05 außer Reichweite waren, wurde er mehrfach in die schottische U-21-Nationalmannschaft berufen und sammelte im Frühjahr 2005 weitere Erfahrung auf Leihbasis bei den Doncaster Rovers. Im Sommer mit einem neuen Drei-Jahres-Vertrag ausgestattet, wurde er im November 2005 für einen Monat an die Wycombe Wanderers ausgeliehen. Am 8. Februar 2006 kam er schließlich zu einem Pflichtspieldebüt für Everton. Weil sich Wright beim Aufwärmen vor dem Viertrundenwiederholungsspiel des FA Cups gegen den FC Chelsea verletzt hatte, nahm Turner den Platz zwischen den Pfosten ein, konnte die 0:2-Niederlage an der Stamford Bridge aber nicht verhindern. Wenige Tage später kam er zudem erstmals in der Premier League zum Einsatz, als er beim 1:0-Erfolg gegen die Blackburn Rovers in der Startaufstellung stand. Sein Ligadebüt dauerte allerdings nur neun Minuten, dann wurde er des Feldes verwiesen, weil er eine Kopfballrückgabe seines Vordermanns Alan Stubbs außerhalb des Strafraums mit der Hand abgewehrt hatte.
An den letzten beiden Spieltagen der Saison 2005/06 kam er nochmals zum Zug, die Ankunft von Torhüter Tim Howard von Manchester United zur Spielzeit 2006/07 verringerte weitere Einsatzmöglichkeiten aber erheblich. Im Saisonverlauf verbrachte er, wie schon in den Vorjahren, leihweise Zeit bei unterklassigen Profiklubs, Crystal Palace und Sheffield Wednesday waren die Aufenthaltsorte. Sein einziger Premier-League-Einsatz im Saisonverlauf fand unter kontroversen Umständen statt. Wegen eines Gentlemen’s Agreement zwischen den Trainern Alex Ferguson und Moyes, verzichtete Everton auf den Einsatz von Tim Howard in der Partie gegen Manchester United, seinem vormaligen Verein, von dem er im Februar 2002 fest verpflichtet worden war. Die Debatte über diesen Vorgang, der im Kampf um die Meisterschaft zwischen United und dem FC Chelsea stattfand, erhielt zusätzliche Nahrung, nachdem Turner beim Stand von 2:0 durch einen Fehler Manchester den Anschlusstreffer ermöglichte und diese die Partie schließlich noch mit 4:2 gewannen.
Im März 2007 wurde Turner vom neuen Nationaltrainer Alex McLeish erstmals in das schottische Nationalteam eingeladen, bei den anschließenden EM-Qualifikationsspielen gegen Georgien und Italien standen aber Craig Gordon und Allan McGregor im Spieltagsaufgebot. Verletzungen prägten die folgenden beiden Spielzeiten, erst 22 Monate nach seinem Einsatz gegen ManUtd kam er im März 2009 während eines Aufenthalts auf Leihbasis bei Nottingham Forest wieder zu einem Pflichtspieleinsatz. Im Mai 2009 rückte er auch wieder in den Kreis der Nationalelf, bei einem B-Länderspiel gegen Nordirland wurde er im Laufe der zweiten Halbzeit eingewechselt. Derweil waren in Everton in der Torhüterhierarchie Howard und Carlo Nash vor ihm, eine Situation an der sich nach dem Abgang von Nash und der Verpflichtung des slowakischen Nationaltorhüters Ján Mucha im Sommer 2010 nichts änderte. Obwohl er auch in der Folge nicht über Einsätze im Reserveteam hinauskam, wurde er im August 2010 für ein Freundschaftsspiel der schottischen Nationalelf gegen Schweden nachnominiert und nahm erstmals auf der Ersatzbank Platz. Einige Tage später folgte eine einmonatige Ausleihe an den Zweitligisten Coventry City, während der er zu zwei Einsätzen kam. Im Februar 2011 wurde er zum achten und letzten Mal während seiner Everton-Zeit verliehen, ausleihender Verein war der abstiegsgefährdete Zweitligist Preston North End. Dort ersetzte er Andy Lonergan im Tor, verpasste den Klassenerhalt aber letztlich deutlich.
Am Saisonende lehnte er eine Verlängerung seines Vertrags bei Everton ab und er verließ den Klub nach acht Jahren und sechs Pflichtspielen. Neuer Arbeitgeber von Turner wurde Preston North End, bei denen er die ersten Wochen zu den Leistungsträgern zählte und mit einem langen Abschlag gegen Notts County auch sein erstes Profitor erzielte. Anfang November 2011 zog er sich im Training einen Beinbruch zu und fiel für mehrere Wochen aus. Wegen dieser Verletzung verpflichtete Preston Thorsten Stuckmann, der auch nach Turners Genesung den Platz im Tor behielt. Im Januar 2012 wurde Turner daher an den schottischen Erstligisten Dunfermline Athletic verliehen, wo er kurzzeitig den verletzten Stammkeeper Paul Gallacher vertreten soll. Im Mai 2012 gehörte er zu jenen 21 Spielern, die von Trainer Graham Westley aussortiert wurden.